# Mercaolid
Mercaolid es una sociedad española, cuyo objetivo es la distribución alimentaria de productos perecederos.
Los accionistas de Mercaolid son el Ayuntamiento de Valladolid (51%) y la sociedad Promotora Vallisoletana de Mercados (49%) formada por Empresas Mayoristas (24,50%), Grupo de Negocios Duero (Caja Duero) (14,06%) e Inverduero (Grupo Bitrebol) (10,44%).

## Historia
En julio de 1997, la Unidad Alimentaria de Valladolid (MERCAOLID) fue inaugurada, con el objetivo de sustituir y mejorar las instalaciones del antiguo Mercado Central Mayorista de Valladolid. Este se encontraba ubicado en el Barrio de Pajarillos entre el Paseo Juan Carlos I y la Calle Cigüeña, sobre una parcela de 3,4 hectáreas.
El fuerte crecimiento urbanístico y demográfico de Valladolid, entre 1960 y 1985, provocó que el antiguo Mercado Central quedara rápidamente integrado en el núcleo urbano, originando graves problemas diarios de congestión de tráfico, dificultades de acceso a la zona, ruidos, entre otros inconvenientes.
En el antiguo Mercado Central sólo tenían cabida los sectores mayoristas de productos pesqueros, de frutas y productores agrarios, sin poder integrar a otros sectores dispersos por la ciudad.
Con anterioridad a 1968, los mayoristas de productos pesqueros desarrollaban su actividad en el antiguo Mercado de Portugalete. A su vez los mayoristas de frutas estaban ubicados en unos locales sitos en pleno casco urbano de la actual calle Nicolás Salmerón, y los productores agrarios tenían ubicados los puestos de venta de hortalizas en la Plaza del Caño Argales de nuestra ciudad.

## Accionistas y Órganos de Gobierno

### Consejo de Administración
| - Presidente: - Jesús Enríquez Tauler - Consejero Delegado: - Justiniano Gutiérrez Prieto - Consejeros: - Ayuntamiento de Valladolid - Manuel Sánchez Fernández - Mercedes Cantalapiedra Álvarez - Luis Ángel Vélez Santiago - Manuel Saravia Madrigal - Promotora Vallisoletana de Mercados - Luis Alfonso Arias de Alba - Patricio Llorente Muñoz | - Secretario: - Valentín Merino Estrada - Asesoría Jurídica: - Ángel Mingo Hidalgo - Asesoría Técnica: - - Juan Carlos Rodríguez Aguado - Rafael Salgado Gimeno - Javier Pastor Antolín - Pelayo Tribiño Fernández |

### Equipo directivo
| - Director Gerente: - Javier Pastor Antolín - Director de Seguridad: - José Andrés Herranz Zurro - Director de Instalaciones: - David Pérez Conesa - Director Económico-Financiero: - Pelayo Tribiño Fernández | - Contabilidad y Administración: - Eva Raquel Capellán Moral - Control de Calidad: - Mª Victoria Ruiz Moreno |

### Servicios Subcontratados
| - Seguridad y Vigilancia: - PROSEGUR - Limpieza: - EULEN | - Mantenimiento Instalaciones: - EULEN - Mantenimiento de Redes: - FCC |

## Superficie
Ocupa un terreno de 116 543 metros cuadrados, donde hay instaladas empresas comercializadoras de productos perecederos y de servicios generales. 

## Distribución de superficies
| Tipo instalación                           | Superficie en m² |
| Mercado de pescados                        | 9.985            |
| Mercado de frutas y hortalizas             | 25.273           |
| Nave de Polivalencia                       | 9.369            |
| Zona de aparcamientos y Carga y Descarga   | 17.799           |
| Edificio de envases y usos complementarios | 2.022            |
| Estación de Servicio                       | 770              |
| Zona Carga y descarga                      | 8.559            |
| Viario                                     | 31.359           |
| Zonas Verdes                               | 3.096            |
| Aparcamientos Complementarios              | 8.102            |
| Total                                      | 116.543          |